# Ordina Open 1998 - Qualificazioni singolare maschile
Le qualificazioni del singolare maschile dell'Ordina Open 1998 sono state un torneo di tennis preliminare per accedere alla fase finale della manifestazione. I vincitori dell'ultimo turno sono entrati di diritto nel tabellone principale. In caso di ritiro di uno o più giocatori aventi diritto a questi sono subentrati i lucky loser, ossia i giocatori che hanno perso nell'ultimo turno ma che avevano una classifica più alta rispetto agli altri partecipanti che avevano comunque perso nel turno finale.
Le qualificazioni del torneo Ordina Open 1998 prevedevano 25 partecipanti di cui 4 sono entrati nel tabellone principale.

## Teste di serie
1. Andrij Medvedjev (Qualificato)
2. Jens Knippschild (Qualificato)
3. Martin Sinner (secondo turno)
4. Dennis van Scheppingen (Qualificato)

1. Andrej Stoljarov (secondo turno)
2. Maurice Ruah (secondo turno)
3. Karsten Braasch (ultimo turno)
4. Martijn Belgraver (primo turno)

## Qualificati
1. Andrij Medvedjev
2. Jens Knippschild

1. Raemon Sluiter
2. Dennis van Scheppingen

## Tabellone

### Legenda
| - Q = Qualificato - WC = Wild card - LL = Lucky loser | - ALT = Alternate - SE = Special Exempt - PR = Protected Ranking | - w/o = Walkover - r = Ritirato - d = Squalificato |

### Sezione 1
|  | Primo turno  | Primo turno  | Primo turno  | Primo turno | Primo turno |  |  | Secondo turno | Secondo turno    | Secondo turno    | Secondo turno   | Secondo turno   |   |   | Ultimo turno | Ultimo turno     | Ultimo turno     | Ultimo turno | Ultimo turno |  |
|  |              |              |              |             |             |  |  |               |                  |                  |                 |                 |   |   |              |                  |                  |              |              |  |
|  |              |              |              |             |             |  |  |               |                  |                  |                 |                 |   |   |              |                  |                  |              |              |  |
|  |              |              |              |             |             |  |  | 1             | Andrij Medvedjev | Andrij Medvedjev | 6               | 6               |   |   |              |                  |                  |              |              |  |
|  | Jim Grabb    | Jim Grabb    | Jim Grabb    | 7           | 7           |  |  |               | Jim Grabb        | Jim Grabb        | 3               | 4               |   |   |              |                  |                  |              |              |  |
|  | Peter Nyborg | Peter Nyborg | Peter Nyborg | 6           | 6           |  |  |               |                  |                  |                 |                 |   |   | 1            | Andrij Medvedjev | Andrij Medvedjev | 7            | 6            |  |
|  | Tom Vanhoudt | Tom Vanhoudt | 6            | 4           | 6           |  |  |               |                  | 7                | Karsten Braasch | Karsten Braasch | 5 | 2 |              |                  |                  |              |              |  |
|  | Sander Groen | Sander Groen | 4            | 6           | 3           |  |  |               | Tom Vanhoudt     | Tom Vanhoudt     | 6               | 5               |   |   |              |                  |                  |              |              |  |
|  |              |              |              |             |             |  |  | 7             | Karsten Braasch  | Karsten Braasch  | 7               | 7               |   |   |              |                  |                  |              |              |  |
|  |              |              |              |             |             |  |  |               |                  |                  |                 |                 |   |   |              |                  |                  |              |              |  |

### Sezione 2
|  | Primo turno             | Primo turno             | Primo turno   | Primo turno | Primo turno |  |  | Secondo turno | Secondo turno    | Secondo turno    | Secondo turno | Secondo turno |   |   | Ultimo turno | Ultimo turno     | Ultimo turno     | Ultimo turno | Ultimo turno |  |
|  |                         |                         |               |             |             |  |  |               |                  |                  |               |               |   |   |              |                  |                  |              |              |  |
|  |                         |                         |               |             |             |  |  |               |                  |                  |               |               |   |   |              |                  |                  |              |              |  |
|  |                         |                         |               |             |             |  |  | 2             | Jens Knippschild | Jens Knippschild | 6             | 6             |   |   |              |                  |                  |              |              |  |
|  | T. J. Middleton         | T. J. Middleton         | 2             | 6           | 7           |  |  |               | T. J. Middleton  | T. J. Middleton  | 4             | 4             |   |   |              |                  |                  |              |              |  |
|  | Kirill Ivanov-Smolensky | Kirill Ivanov-Smolensky | 6             | 3           | 6           |  |  |               |                  |                  |               |               |   |   | 2            | Jens Knippschild | Jens Knippschild | 6            | 6            |  |
|  | Paul Kilderry           | Paul Kilderry           | Paul Kilderry | 6           | 6           |  |  |               |                  |                  | Paul Kilderry | Paul Kilderry | 3 | 4 |              |                  |                  |              |              |  |
|  | Marc Merry              | Marc Merry              | Marc Merry    | 4           | 4           |  |  | Paul Kilderry | Paul Kilderry    | Paul Kilderry    | 6             | 7             |   |   |              |                  |                  |              |              |  |
|  |                         | Mark Keil               | 6             | 1           | 6           |  |  | Mark Keil     | Mark Keil        | Mark Keil        | 0             | 5             |   |   |              |                  |                  |              |              |  |
|  | 8                       | Martijn Belgraver       | 3             | 6           | 4           |  |  |               |                  |                  |               |               |   |   |              |                  |                  |              |              |  |

### Sezione 3
|  | Primo turno        | Primo turno        | Primo turno        | Primo turno | Primo turno |  |  | Secondo turno | Secondo turno      | Secondo turno      | Secondo turno      | Secondo turno      |   |   | Ultimo turno   | Ultimo turno   | Ultimo turno   | Ultimo turno | Ultimo turno |  |
|  |                    |                    |                    |             |             |  |  |               |                    |                    |                    |                    |   |   |                |                |                |              |              |  |
|  |                    |                    |                    |             |             |  |  |               |                    |                    |                    |                    |   |   |                |                |                |              |              |  |
|  |                    |                    |                    |             |             |  |  | 3             | Martin Sinner      | 4                  | 6                  | 6                  |   |   |                |                |                |              |              |  |
|  | Raemon Sluiter     | Raemon Sluiter     | Raemon Sluiter     | 6           | 6           |  |  |               | Raemon Sluiter     | 6                  | 3                  | 7                  |   |   |                |                |                |              |              |  |
|  | Dierk Schneider    | Dierk Schneider    | Dierk Schneider    | 1           | 2           |  |  |               |                    |                    |                    |                    |   |   | Raemon Sluiter | Raemon Sluiter | Raemon Sluiter | 6            | 7            |  |
|  | Aleksandar Kitinov | Aleksandar Kitinov | Aleksandar Kitinov | 6           | 6           |  |  |               |                    | Aleksandar Kitinov | Aleksandar Kitinov | Aleksandar Kitinov | 2 | 5 |                |                |                |              |              |  |
|  | Lior Zimmerman     | Lior Zimmerman     | Lior Zimmerman     | 0           | 3           |  |  |               | Aleksandar Kitinov | 1                  | 6                  | 6                  |   |   |                |                |                |              |              |  |
|  |                    |                    |                    |             |             |  |  | 6             | Maurice Ruah       | 6                  | 4                  | 4                  |   |   |                |                |                |              |              |  |
|  |                    |                    |                    |             |             |  |  |               |                    |                    |                    |                    |   |   |                |                |                |              |              |  |

### Sezione 4
|  | Primo turno      | Primo turno      | Primo turno      | Primo turno | Primo turno |  |  | Secondo turno | Secondo turno          | Secondo turno          | Secondo turno    | Secondo turno |   |   | Ultimo turno | Ultimo turno           | Ultimo turno | Ultimo turno | Ultimo turno |  |
|  |                  |                  |                  |             |             |  |  |               |                        |                        |                  |               |   |   |              |                        |              |              |              |  |
|  |                  |                  |                  |             |             |  |  |               |                        |                        |                  |               |   |   |              |                        |              |              |              |  |
|  |                  |                  |                  |             |             |  |  | 4             | Dennis van Scheppingen | Dennis van Scheppingen | 6                | 6             |   |   |              |                        |              |              |              |  |
|  | Andres Zingman   | Andres Zingman   | Andres Zingman   | 6           | 7           |  |  |               | Andres Zingman         | Andres Zingman         | 3                | 3             |   |   |              |                        |              |              |              |  |
|  | Jan Gruninger    | Jan Gruninger    | Jan Gruninger    | 4           | 6           |  |  |               |                        |                        |                  |               |   |   | 4            | Dennis van Scheppingen | 7            | 4            | 6            |  |
|  | Stephen Noteboom | Stephen Noteboom | Stephen Noteboom | 6           | 6           |  |  |               |                        |                        | Stephen Noteboom | 6             | 6 | 4 |              |                        |              |              |              |  |
|  | Jack Waite       | Jack Waite       | Jack Waite       | 2           | 3           |  |  |               | Stephen Noteboom       | 2                      | 6                | 6             |   |   |              |                        |              |              |              |  |
|  |                  |                  |                  |             |             |  |  | 5             | Andrej Stoljarov       | 6                      | 3                | 1             |   |   |              |                        |              |              |              |  |
|  |                  |                  |                  |             |             |  |  |               |                        |                        |                  |               |   |   |              |                        |              |              |              |  |